# Коручка перська
Коручка перська (Epipactis persica) — вид квіткових рослин з родини зозулинцевих (Orchidaceae).

## Біоморфологічна характеристика
Це кореневищний геофіт. Кореневище від скороченого до подовженого. Рослина 10–70 см, стебло тонке. Листя 3–4, розпростерті, яйцеподібні, розташовані в середній частині стебла, нижні добре розвинені й до 10(20) см завдовжки, тупі або злегка загострені. Китиця нещільна, гола чи злегка запушена, до 15 (30) см завдовжки, 5–25-квіткова. Квіти горизонтально розпростерті. Оцвітина розширено дзвоноподібна, до 15 мм в діаметрі. Чашолистки і пелюстки зеленуваті, з червоним відтінком. Зав'язь коротко запушена чи гола; стигла насіннєва коробочка збільшена і ± поникла. 

## Поширення
Афганістан, Болгарія, Кіпр, Греція (у т. ч. Східно-Егейські острови, Крит), Іран, Італія (у т. ч. Сардинія), Україна — Крим, Північний Кавказ, Пакистан, Південний Кавказ, Туреччина (у т. ч. європейська), Західні Гімалаї.
В Україні вид росте в Криму.